# 克诺尔集团
克诺尔集团（德語：Knorr-Bremse AG）是德国一家跨国企业，专门从事铁路及商用车辆制动系统制造，总部设在德国慕尼黑。
除制动系统，还生产铁路车门系统和空调设备，以及用于内燃机的扭转振动减振器等。

## 历史

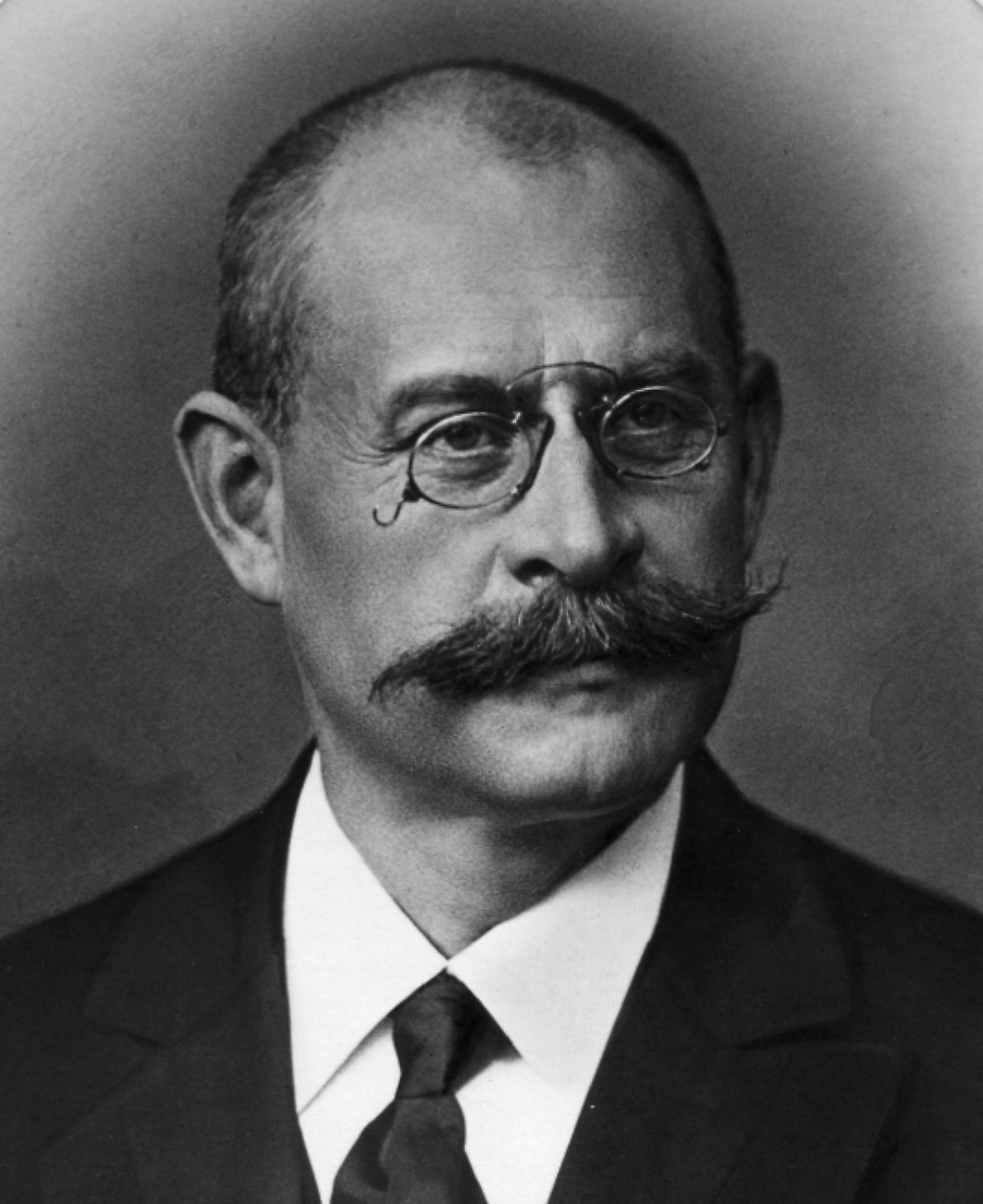
创始人Georg Knorr

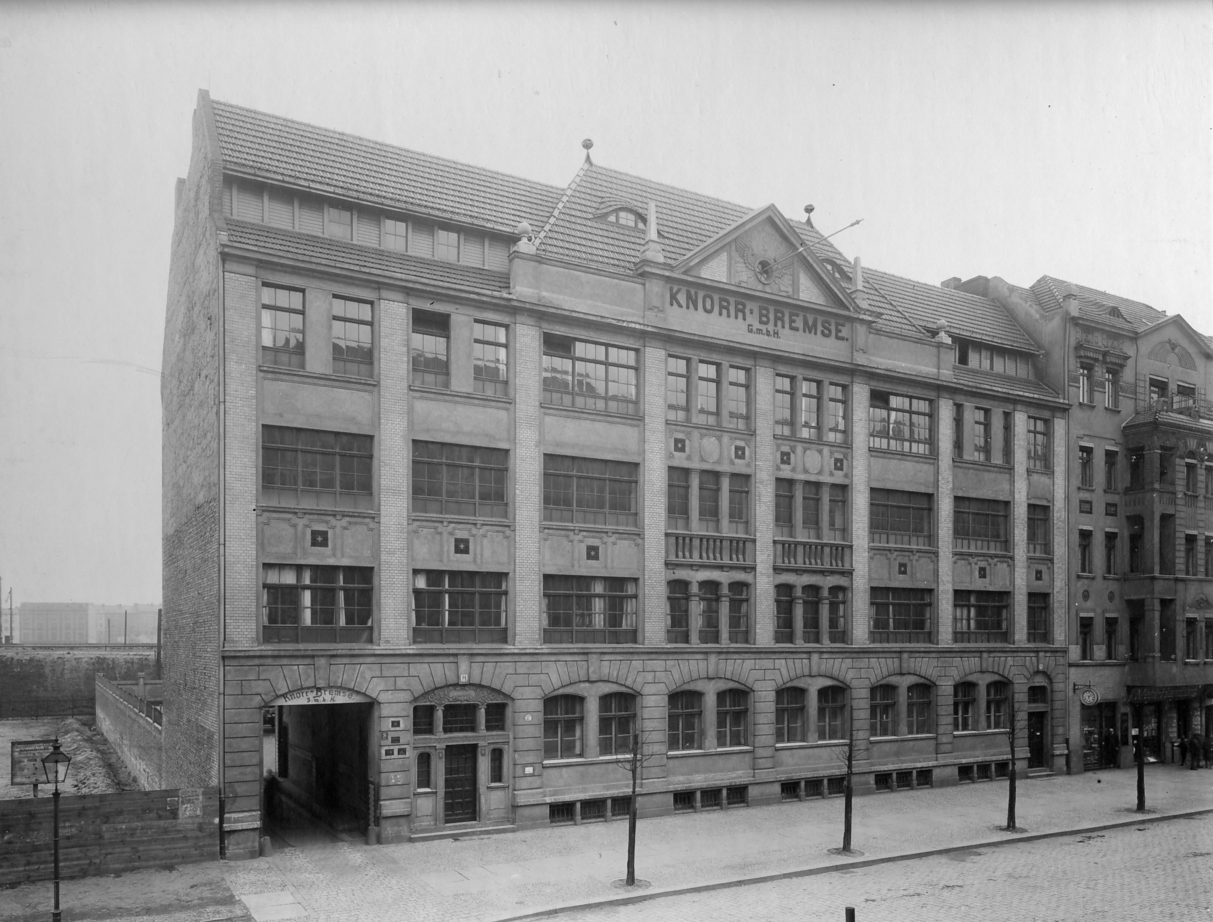
1908年位于柏林的公司大楼

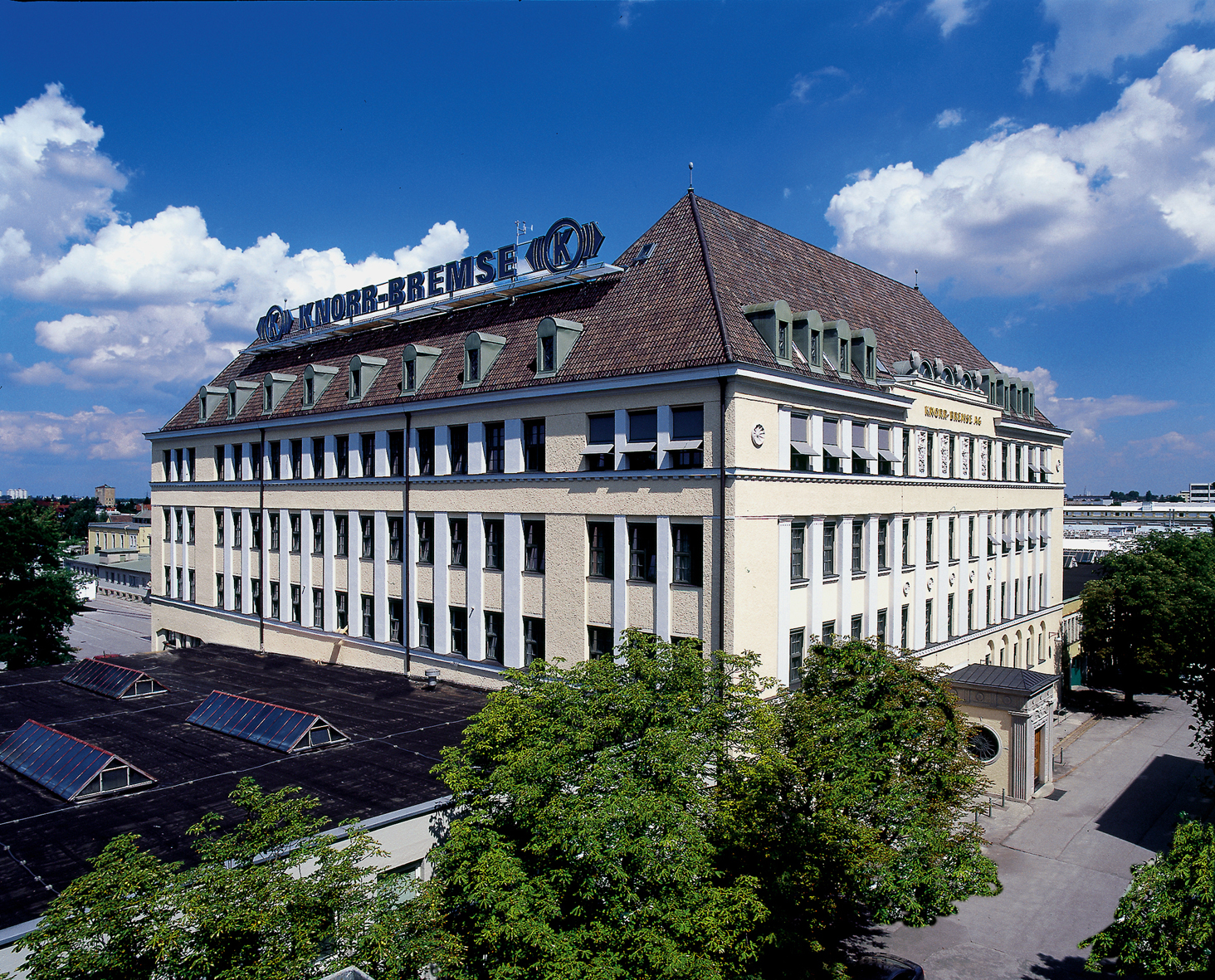
位于慕尼黑的公司总部

1905年由德国工程师乔治·克诺尔（Georg Knorr）在柏林成立，主力为德国铁路提供单缸快速空气制动器，为欧洲最大铁路制动系统厂。1922年，公司涉足商用车辆的压缩空气制动，为欧洲第一家为商用汽车，装上四轮制动、拖车制动的厂商。
二次大战后，克诺尔公司总部迁往慕尼黑。
1985年，德国投资人海因茨·赫尔曼·蒂勒（Heinz Hermann Thiele）收购克诺尔公司，对公司大规模改组，把业务聚焦到轨道、商用车辆制动技术上。于1997-02年间，集团收购了奥地利IFE公司，涉足铁路车辆自动门；1999年，集团又收购纽约空气制动机公司（NYAB）。